# دیوید انگوگ
دیوید انگوگ (انگلیسی: David N'Gog؛ زادهٔ ۱ آوریل ۱۹۸۹) بازیکن فوتبال اهل فرانسه است.
از باشگاه‌هایی که در آن بازی کرده‌است می‌توان به باشگاه فوتبال بولتون واندررز، باشگاه فوتبال لیورپول، باشگاه فوتبال استاد رنس، باشگاه فوتبال سوانزی سیتی و باشگاه فوتبال پاری سن-ژرمن اشاره کرد.
وی همچنین در تیم ملی فوتبال زیر ۲۱ سال فرانسه بازی کرده‌است.